# Mont Bélair
Der Mont Bélair ist ein 485 Meter hoher Berg in der kanadischen Provinz Québec. Er ist die höchste Erhebung auf dem Gebiet der Provinzhauptstadt Québec und liegt etwa 24 Kilometer westlich des Stadtzentrums im Stadtteil Val-Bélair.
Der Berg befindet sich zwischen den Tälern des Rivière Saint-Charles im Osten und des Rivière Jacques-Cartier im Westen. An seinem Südhang entspringen die Quellbäche des Rivière du Cap Rouge. Als einer der südlichsten Ausläufer der Laurentinischen Berge gehört der größtenteils bewaldete Mont Bélair zur geologischen Zone des Kanadischen Schilds. Vorherrschendes Gestein ist Anorthosit, das von Feldspat durchzogen sowie von Kies- und Sandablagerungen überdeckt ist.
Ursprünglich trug der Mont Bélair den Namen Montagne à Bonhomme, benannt nach dem seit 1682 nachweisbaren Grundbesitzer Guillaume Bonhomme. Bereits in der ersten Hälfte des 18. Jahrhunderts setzte sich jedoch der heutige Name durch, der auf eine in der Nähe gelegene Seigneurie zurückgeht. Heute ist der Mont Bélair ein beliebtes Naherholungsgebiet. Im Sommer stehen Wanderwege zur Verfügung, im Winter Langlaufloipen. Ebenfalls vorhanden sind unter anderem ein kleines Schwimmbad und ein Campingplatz. Eine Fläche von 711 Hektar steht unter Naturschutz.
Der Club d’astronomie Io de Val-Bélair betreibt seit 2001 eine Sternwarte auf dem Mont Bélair. Nahe dem Gipfel steht eine Sendeanlage für Radio und Fernsehen.

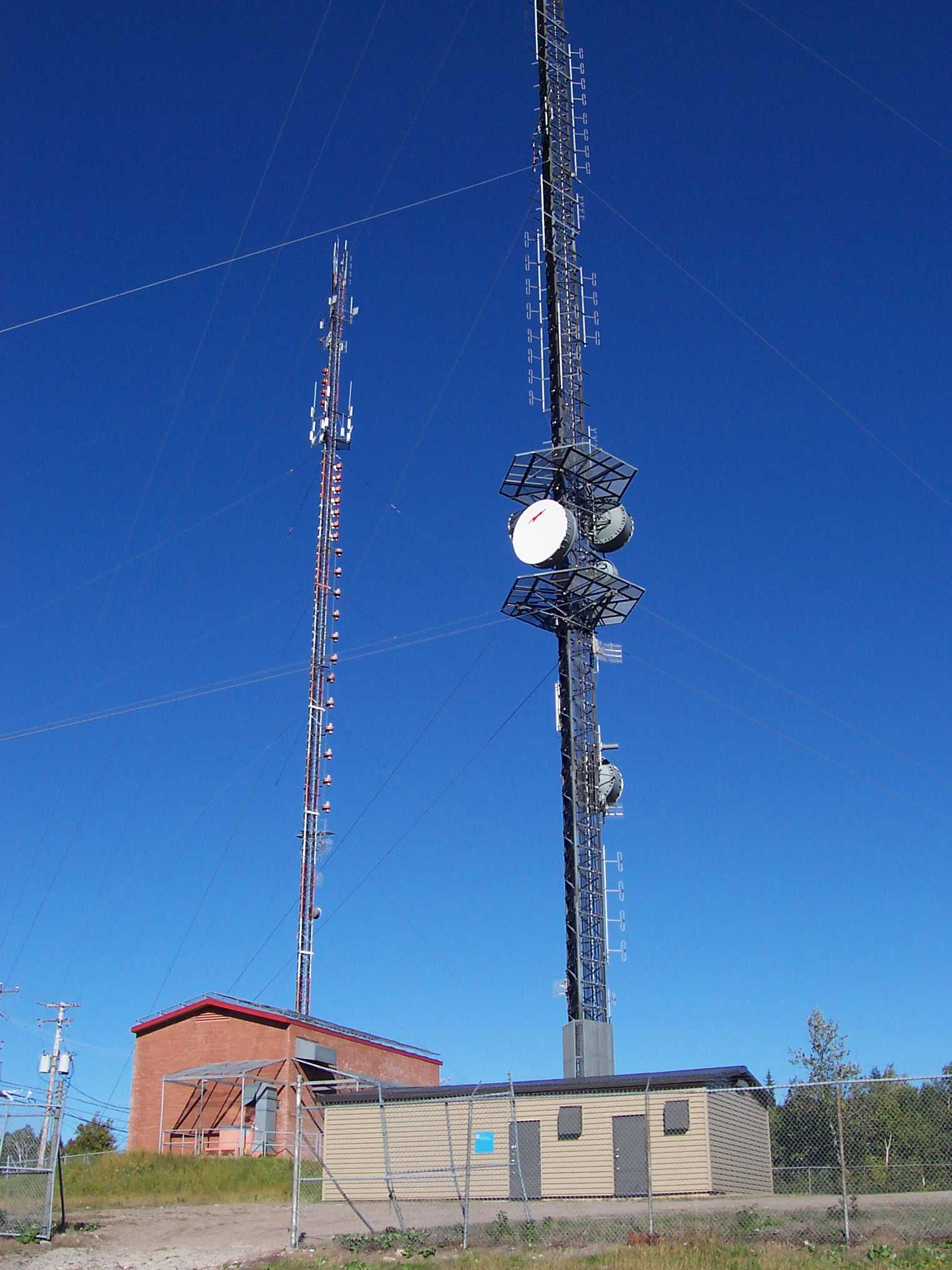
Sendeanlage auf dem Mont Bélair